# Cover My Song
Cover My Song ist ein deutsches Docutainment-Format des Fernsehsenders VOX. Es wird von dem Hip-Hop-Musiker Dennis Lisk moderiert.

## Konzept
Cover My Song ist ein Docutainment-Format. In jeder Folge trifft dabei ein Schlager-Sänger auf einen Rapper. Die beiden Musiker haben nach der ersten Begegnung die Aufgabe, das jeweils bekannteste Stück des Anderen neu zu interpretieren. Der Hip-Hop-Musiker erhält dabei Unterstützung von Moderator Dennis Lisk. Für die Instrumentierung des Rap-Songs ist das Berliner Produzenten-Duo Beathoavenz verantwortlich. Nach Ablauf von einer Woche kommt es zum erneuten Aufeinandertreffen der Musiker, im Zuge dessen die neu entstandenen Lieder präsentiert werden.

## Episoden
| Episode | Schlagersänger | Lied des Schlagersängers            | Rapper    | Lied des Rappers | Erstausstrahlung   |
| ------- | -------------- | ----------------------------------- | --------- | ---------------- | ------------------ |
| 1       | Chris Roberts  | Du kannst nicht immer siebzehn sein | MoTrip    | Albtraum         | 30. August 2011    |
| 2       | Katja Ebstein  | Wunder gibt es immer wieder         | JokA      | Immer dann       | 6. September 2011  |
| 3       | Michael Holm   | Keiner kennt meinen Namen           | Kitty Kat | Kriegerin        | 13. September 2011 |
| 4       | Ingrid Peters  | Komm doch mal rüber                 | Dr. Knarf | 8 Takte          | 20. September 2011 |
| 5       | Cindy & Bert   | Immer wieder sonntags               | Favorite  | Ich vermiss euch | 27. September 2011 |
| 6       | Gunter Gabriel | Hey Boss, ich brauch mehr Geld      | Fard      | Peter Pan        | 4. Oktober 2011    |
| 7       | Ireen Sheer    | Heut’ abend hab’ ich Kopfweh        | Little O  | Nimm meine Hand  | 11. Oktober 2011   |

## Rezeption

### Kritik
Alexander Krei verfasste für das Medienmagazin DWDL.de eine Kritik, in der er Cover My Song als „wirklich tolles Fernsehen“ lobt. Das Konzept sei bereits „auf dem Papier wunderbar.“ In der Umsetzung der Sendung werde auf „schnelle Schnitte und lächerliche Kommentare“ verzichtet. Cover My Song zeige wie „spannend es sein kann, wenn sich zwei komplett verschiedene Lebenswelten treffen.“
Der Rapper Sido kritisierte die Darstellung der Hip-Hop-Musiker in dem Fernsehformat. Laut seiner Ansicht seien die Rapper „dann immer die Kleinen, die Anfänger, denen die Alten über die Köpfe streicheln.“ Im Gegensatz zu den Teilnehmern der Sendung seien er und Bushido „über Hip-Hop hinaus relevant.“

### Einschaltquoten
Cover My Song wurde im Durchschnitt von 0,95 Millionen Zuschauern verfolgt. Dies entspricht einem Marktanteil von 4,4 %, der deutlich unter dem Senderdurchschnitt (5,7 %) liegt. In der werberelevanten Zielgruppe sahen durchschnittlich 0,69 Millionen Zuschauer (7,3 % Marktanteil) die Sendung. Mit 1,26 Millionen Zuschauern und 5,9 % Marktanteil konnte die Premieren-Ausgabe von Cover My Song die höchste Reichweite erzielen. In der Gruppe der 14- bis 49-Jährigen konnte die erste Episode 0,92 Millionen Zuschauer und 9,8 % Marktanteil erreichen.

### Auszeichnungen
2012 wurde Cover My Song in der Kategorie „Unterhaltung“ für den Grimme-Preis nominiert. Die Sendung konnte den Preis jedoch nicht gewinnen. Im Herbst 2012 erhielt das Format zudem eine Nominierung für den Deutschen Fernsehpreis in der Rubrik „Beste Unterhaltung Doku/Dokutainment“. Bei der Preisverleihung konnte sich Cover My Song gegen Der V.I.P. Hundeprofi und Entweder Broder – Die Deutschland-Safari durchsetzen. Laut Jury handele es sich bei der Sendung um eine „erfrischende Generationenzusammenführung der musikalischen Art.“